# Rudolf Gercke

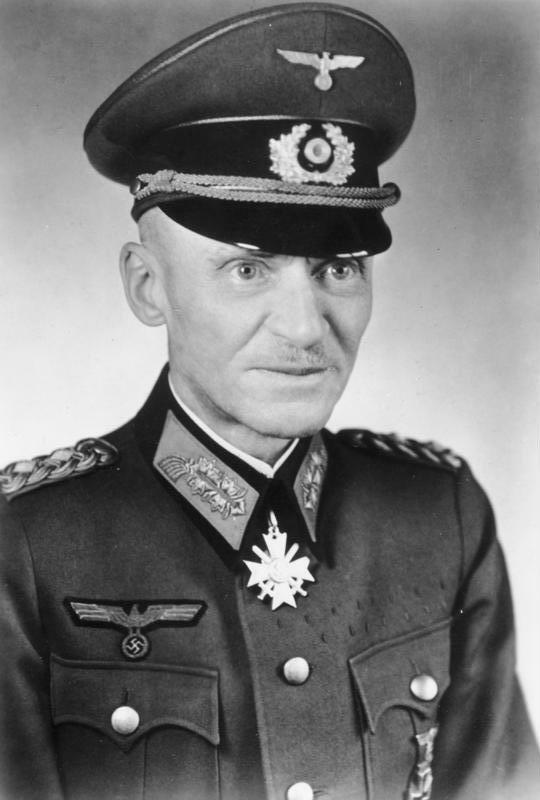
General Rudolf Gercke (1943)

Rudolf Ernst Otto Gercke (* 17. August 1884 in Nikolaiken/Ostpreußen; † 17. Februar 1947 in Marburg an der Lahn) war ein deutscher General der Infanterie sowie Chef des Feldtransportwesens im Oberkommando des Heeres im Zweiten Weltkrieg.

## Leben
Rudolf war der jüngere Bruder von Hubert Gercke. Er trat am 27. Februar 1903 als Fahnenjunker in das Jäger-Bataillon „Graf Yorck von Wartenburg“ (Ostpreußisches) Nr. 1 der Preußischen Armee in Ortelsburg ein. Am 18. Oktober 1903 erfolgte dort seine Ernennung zum Fähnrich und am 18. August 1904 die Beförderung zum Leutnant. Vom 1. Oktober 1911 bis zum 21. Juli 1914 kommandierte man Gercke an die Preußische Kriegsakademie, wo er am 18. August 1912 zum Oberleutnant befördert wurde. Nach seiner Rückkehr zu seinem Stammbataillon dient er dort als Adjutant.

## Erster Weltkrieg
Nach dem Ausbruch des Ersten Weltkriegs kam Gercke mit seinem Bataillon an der Ostfront bei dem Gefecht bei Lahna und Orlau am 23. und 24. August 1914 erstmals zum Einsatz. Am 28. November 1914 wurde er Hauptmann und als solcher am 1. Dezember 1914 Kompaniechef. Am 2. Mai 1915 wurde er zum Generalkommando des XI. Armeekorps und am 18. Juli 1915 in den Generalstab der Armee versetzt. Am 26. Juni 1916 wurde er zum Oberkommando der Bug-Armee versetzt. Es folgten Verwendungen beim Korps Falkenhayn und der Armeegruppe von der Marwitz. Am 5. Dezember 1916 kam Gercke in den Generalstab der 17. Landwehr-Division, am 29. Juni 1917 zum Stab der 30. Division. Vom 18. Oktober 1917 an diente er im Generalstab des Chefs des Feldeisenbahnwesens. Am 3. April 1918 wurde er bevollmächtigter Generalstabsoffizier der Heeresgruppe „Kronprinz Rupprecht“.

## Zwischenkriegszeit
In dieser Funktion verblieb Gercke über das Kriegsende hinaus bis zum 31. Dezember 1918, wurde anschließend zum Stab des Feldeisenbahnwesens versetzt und war dann ab 15. Januar 1919 bevollmächtigter Generalstabsoffizier des Chefs des Feldeisenbahnwesens beim Armeeoberkommando (AOK) Nord des Grenzschutzes Ost. Am 2. August 1919 stellte man Gercke zur besonderen Verfügung beim Grenzkommando, setzte ihn ab 11. September 1919 kurzzeitig bei der Heeres-Friedenskommission ein, bevor er dann am 1. Oktober in den Stab des Wehrkreiskommandos I kam. Ab diesem Zeitpunkt war Gercke gleichzeitig Mitglied der Linienkommandantur Königsberg. Am 1. Oktober 1922 erfolgte seine Ernennung zum Kompaniechef im 1. (Preußisches) Infanterie-Regiment. Bei gleichzeitiger Beförderung zum Major am 31. Oktober 1923 wurde Gercke aus dem aktiven Dienst verabschiedet.
Als L-Offizier und Referent im Truppenamt war Gercke ab 1. April 1928 im Reichswehrministerium tätig und wurde am 1. Oktober 1933 Gruppenleiter. Dort erfolgte am 1. Dezember 1934 seine Ernennung zum Oberstleutnant a. D. Am 5. März 1935 wurde Gercke als E-Offizier zum Oberstleutnant befördert und am 1. April 1937 reaktiviert. Seine Beförderung zum Oberst erfolgte am 1. Oktober 1937, und ab 12. Oktober diente Gercke als Chef der 5. Abteilung, ehemals die Transportabteilung, im Generalstab des Heeres. Am 26. August 1939 folgte die Ernennung zum Chef des Transportwesens im Oberkommando des Heeres, und nach dem Beginn des Zweiten Weltkriegs seine Beförderung zum Generalmajor.

## Zweiter Weltkrieg
Auch nach Beginn des Zweiten Weltkriegs blieb er Chef des Transportwesens. Als solcher folgten seine Beförderungen zum Generalleutnant am 1. August 1940 sowie zum General der Infanterie am 19. April 1942. Bis Kriegsende blieb er Chef des Transportwesens.
Nach dem Attentat auf Adolf Hitler am 20. Juli 1944 fiel Gercke dem Führer ob seiner ‚Unbescholtenheit’ auf. Über die Lagebesprechung im Führerhauptquartier am 31. August 1944 ist protokolliert:
Hitler (zum 20. Juli, Anfang fehlt): „… Abteilung des Generalstabes, in der der Chef völlig in Ordnung war, nämlich bei Gercke, bislang nicht ein einziger Mann gefunden worden ist, der mit der Sache etwas zu tun hat …“
Daraus resultierte ein Vertrauen, das Hitler bewog, den General in seine weiteren Planungen einzubeziehen.

### Ardennenoffensive
Aufgrund der Kräfteverhältnisse nach der Niederlage in Frankreich und den technisch-logistischen Vorteilen der Westalliierten kam es in der deutschen Planung auf einen effizienten, verdeckten Aufmarsch zur Gegenoffensive im Westen, der Ardennenoffensive im Dezember 1944 an:
17. September 1944: Hitler zog in die Planung „einen neuen Mann heran – General Rudolf Gercke –, Chef des Wehrmachttransportwesens. […] Anfang Oktober hatte Gercke den Aufbau des Transportsystems fast beendet […] Gerckes wichtigste Aufgabe […] war die gründliche Überholung der Deutschen Reichsbahn.“
Nach Abschluss der Planung am 7. Dezember 1944 „mußten Zehntausende von Soldaten und Zehntausende von Tonnen Material bei Nacht unauffällig von den Sammelstellen zu ihren Einsatzpunkten dicht hinter der Front transportiert werden. […] Am 7. Dezember, bei Anbruch der Dunkelheit, war das erste Verladen beendet, und alle Transporte rollten in die gleiche Richtung – den Ardennen entgegen. Am nächsten Tag um drei Uhr morgens waren alle Züge entladen und befanden sich auf dem Rückweg zum Rhein. Vor Tagesanbruch wurden sie am Ausgangspunkt von neuem beladen. So ging das drei Tage lang.“ (Toland, 26 f.).
„Am 11. Dezember war die Aufstellung abgeschlossen. Die Reichsbahn hatte ein wahres Wunder vollbracht und die erste Welle in die Angriffszone transportiert.“ (Toland, 28).
Mit der bedingungslosen Kapitulation der Wehrmacht am 8. Mai 1945 geriet Gercke in US-amerikanische Kriegsgefangenschaft, in der er im Lazarett 1947 verstarb.

## Auszeichnungen
- Eisernes Kreuz (1914) II. und I. Klasse
- Spange zum Eisernen Kreuz II. und I. Klasse
- Kriegsverdienstkreuz (1939) II. und I. Klasse mit Schwertern[4]
- Ritterkreuz des Kriegsverdienstkreuzes mit Schwertern am 25. September 1943[4]